# Zarrin Rud
Zarrīn Rūd (farsi زرین‌رود) o Zarrin Abad Binrineh Rood è una città dello shahrestān di Khodabandeh, circoscrizione di Bazineh Rud, nella provincia di Zanjan in Iran. Nel 2011 aveva 5.530 abitanti. Si trova a sud di Qeydar nella parte più meridionale della provincia.